# 高田橋 (会津若松市)
高田橋（たかだばし）は、福島県会津若松市にある阿賀川に架かる国道401号の道路橋である。

## 概要
- 活荷重 - B活荷重
- 路線名 - 一般国道401号
- 形式 - PC単純バイプレ6室箱桁橋およびPC4径間連続ポストテンションン2室箱桁橋3連
- 橋長 - 511.900 m
  - 支間割 - 33.700 m + 2×(39.200 m + 2×39.800 m + 39.200 m) + (39.200 m + 2×39.800 m + 38.850 m)
- 幅員
  - 総幅員 - 14.300 m
  - 有効幅員 - 13.500 m
  - 車道幅員 - 7.5000 m
  - 歩道幅員 - 両側3.000 m
- 橋台 - 直接基礎鉄筋コンクリート逆T式橋台（A1・A2）
- 橋脚 - 直接基礎鉄筋コンクリート小判型壁式橋脚（P1 - P12）
- 設計 - シビルエンジニアーズ
- 施工 - ピー・エス[注釈 1]・会津工建社特定建設工事共同企業体（上部工）、秋山建設・酒井建設工業（P7・A2下部工）
- 架設工法 - 支保工（単純箱桁）および押し出し架設工法（連続箱桁）
- 開通 - 1997年（平成9年）11月27日

会津若松市街地西部を流れる一級河川阿賀川（大川）に架かり、東詰は会津若松市門田町飯寺に位置し、国道118号若松西バイパスとの交差点になっており、周辺にはスーパーマーケットなどの商業施設が立ち並ぶ。西詰は同市北会津町東小松に位置する。現在の橋は永久橋としては2代目の橋で、車道2車線の両側に幅員3.0 mの歩道が設置されている。福島県管理の国道の中で最も長い道路橋梁である。
橋梁の架設に際しては、4径間連続箱桁3連を架設時にPC鋼材で仮連結し、12径間連続箱桁として押出し架設し、架設終了後に切り離し完成形とした。押出し桁長は477 mにもおよび、総重量は13 152 tであった。

## 歴史

### 現橋梁への架け替えに至るまで
- 1901年 - 最初の固定板橋が架橋される。この橋梁は洪水のたびに架け替えられるなどしていた[3]。
- 1931年 - コンクリート橋に架け替えられる[3]。
  - 全長：514.6 m
    - 19.2 m

  - 幅員：5.5 m
  - 形式：RC・鉄骨ラーメン連続桁橋
  - 開通：1931年12月24日
  - 施工：松尾橋梁[4]

この橋梁は、昭和50年代においては当時の主要地方道会津若松伊南線の橋梁で、当時の会津若松市と北会津村の間に位置しており、1日の交通量は6000台あまりであった。加えて、昭和50年代には橋の会津若松市側で住宅の増加が見られていたほか、高田街道と呼ばれた当時の主要地方道会津若松伊奈線と、本郷街道と呼ばれた当時の県道会津若松会津高田線が、橋の北会津村側で分岐していた。

### 現橋梁への架け替え
完成から60年以上が経過し老朽化が目立ち、幅員狭小で車両の大型化に対応できないことから国道改築工事事業として1994年（平成6年）から1997年（平成9年）にかけて現在の橋梁への架け替えが行われる。架け替えに際しては、橋桁押出し工法や無散水による消雪工法などが用いられた。押出し工法を用いる橋梁としては建設当時日本最大級のものであった。1997年（平成9年）11月27日に当橋梁と取り付け道路区間含む高田橋工区（全長1,202 m）が完成供用された。総工費は57億5千万円。

## 周辺
- 会津オリンパス
- アピタ